# Grigore L. Ioachim
Grigore L. Ioachim (n. 14 decembrie 1906, Borca, Neamț – d. 5 octombrie 1976, București) a fost un inginer român, membru corespondent (din 1963) al Academiei Române.
A înființat catedra de Extracția, transportul, tratarea țițeiului și gazelor în cadrul UPG Ploiești. 

## Distincții
A fost distins cu Ordinul Steaua Republicii Socialiste România clasa a IV-a (1971) „pentru merite deosebite în opera de construire a socialismului, cu prilejul aniversării a 50 de ani de la constituirea Partidului Comunist Român”.